# Carlos Maldonado (lanceur)
Pour les articles homonymes, voir Carlos Maldonado (homonymie), Maldonado et Delgado.
Carlos Cesar Maldonado Delgado (né le 18 octobre 1966 à Chepo, Panamá) est un lanceur droitier de baseball ayant joué dans les Ligues majeures de 1990 à 1993.

## Carrière
Mis sous contrat par les Royals de Kansas City en 1986, Carlos Maldonado fait ses débuts dans les majeures avec eux le 16 septembre 1990. Comme lanceur de relève, il effectue neuf sorties pour eux, les quatre premières en fin de saison 1990, puis cinq autres en 1991.
Échangé fin 1992 après une année en ligue mineure, il fait partie du personnel de releveurs des Brewers de Milwaukee en 1993. Il lance 37 manches et un tiers en 29 sorties, affichant un dossier de deux victoires et deux défaites, avec un sauvetage et une moyenne de points mérités de 4,58.